# Bats (filme)
Bats (br: Morcegos) é um filme estadunidense de 1999, do gênero terror, dirigido por Louis Morneau.

## Sinopse
Zoóloga e xerife de uma pequena cidade do Texas tentam exterminar morcegos assassinos que espalharam o medo e o terror entre os habitantes. As criaturas são, na verdade, o resultado desastroso de uma experiência científica.

## Elenco
- Lou Diamond Phillips .... Xerife Emmett Kimsey
- Dina Meyer .... Dra. Sheila Casper
- Bob Gunton .... Dr. Alexander McCabe
- Leon Robinson .... Jimmy Sands
- Carlos Jacott .... Dr. Tobe Hodge
- David McConnell .... Deputado Munn
- Marcia Dangerfield .... Major Branson
- Oscar Rowland .... Dr. Swanbeck
- Tim Whitaker .... Quint
- Juiliana Johnson .... Emma
- James Sie .... Sargento James